# Brottarklubben Kärnan
Brottarklubben Kärnan var en idrottsförening på Limhamn i Malmö. Föreningen grundades den 23 februari 1920 och slogs den 1 juli 1970 samman med Fiskarenas brottarklubb till Limhamns brottarklubb.
Bland föreningens mest kända medlemmar märks olympierna Johan Richthoff (OS-guld 1928 och 1932), Thure Sjöstedt (OS-guld 1928, OS-silver 1932), Sigfrid Hansson (OS-fyra 1924, EM-guld 1926) och Leif Freij. SM-guld vanns dessutom av Hans Hylén, Georg Nilsson, Hilding Hansson, Kurt Johanneson, Gunnar Håkansson och Lennart Persson. Totalt tog föreningen 22 SM-titlar (13 i fristil och 9 i grekisk-romersk).
Träningslokalerna låg i Hantverksföreningens källare på Järnvägsgatan. Hemmamatcherna avgjordes inledningsvis på en dansrotunda kallad Casino vid Limhamns idrottsplats, men när Limhamns tredje Folkets hus (vid Linnégatan) stod klart 1955, flyttades matcherna dit.

## Bildgalleri

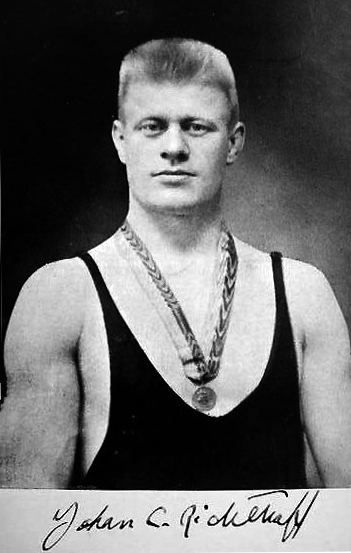
Johan Richthoff.
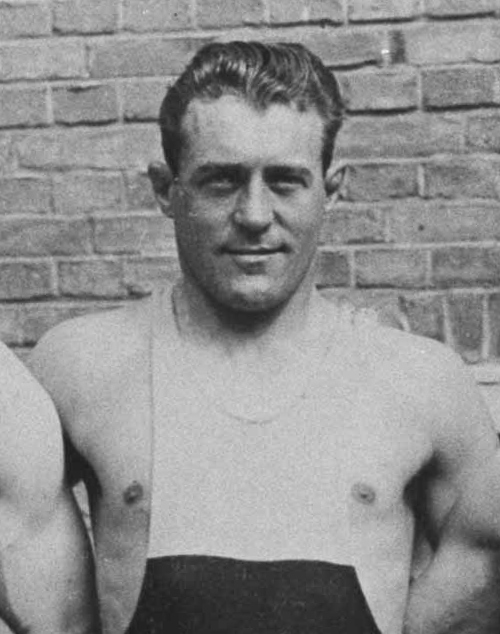
Thure Sjöstedt.
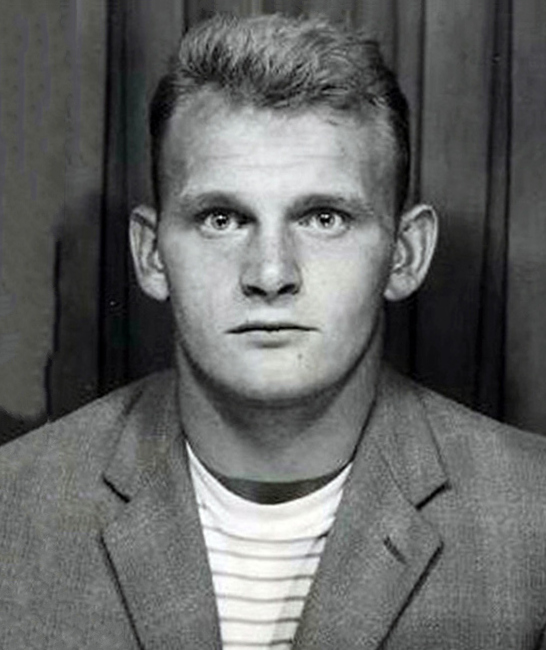
Leif Freij.
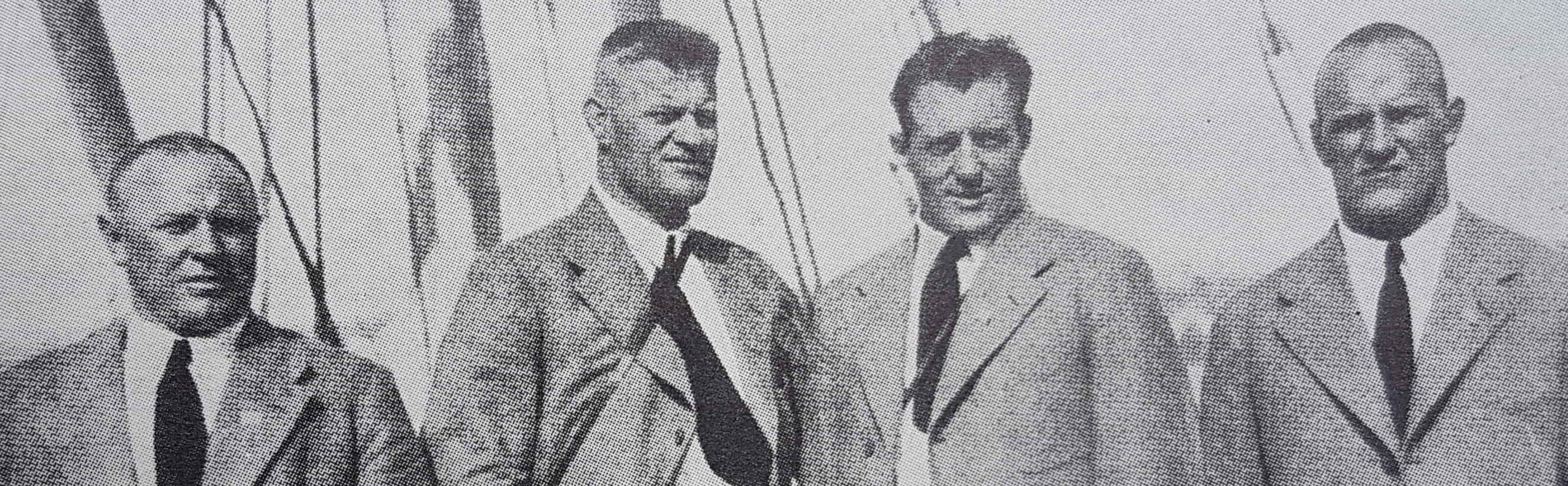
Kärnanbrottarna Johan Richthoff (guld tungvikt fristil) och Thure Sjöstedt (silver lätt tungvikt fristil) flankerade av Calle Westergren (IK Sparta, guld tungvikt grekisk-romersk stil) och Rudolf Svensson (Djurgårdens IF, guld lätt tungvikt grekisk-romersk stil) vid OS i Los Angeles 1932.
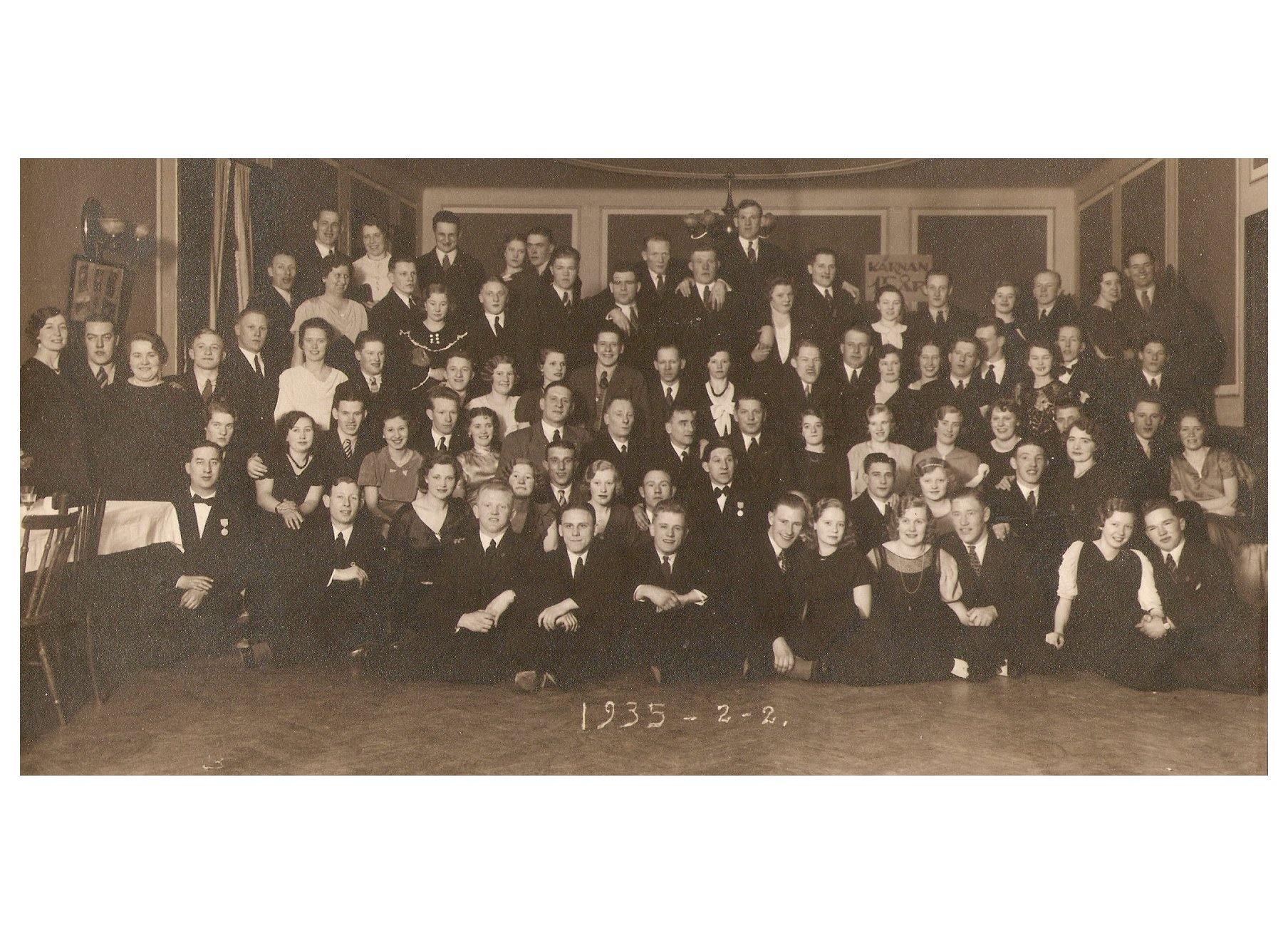
BK Kärnans 15-årsjubileum 1935.
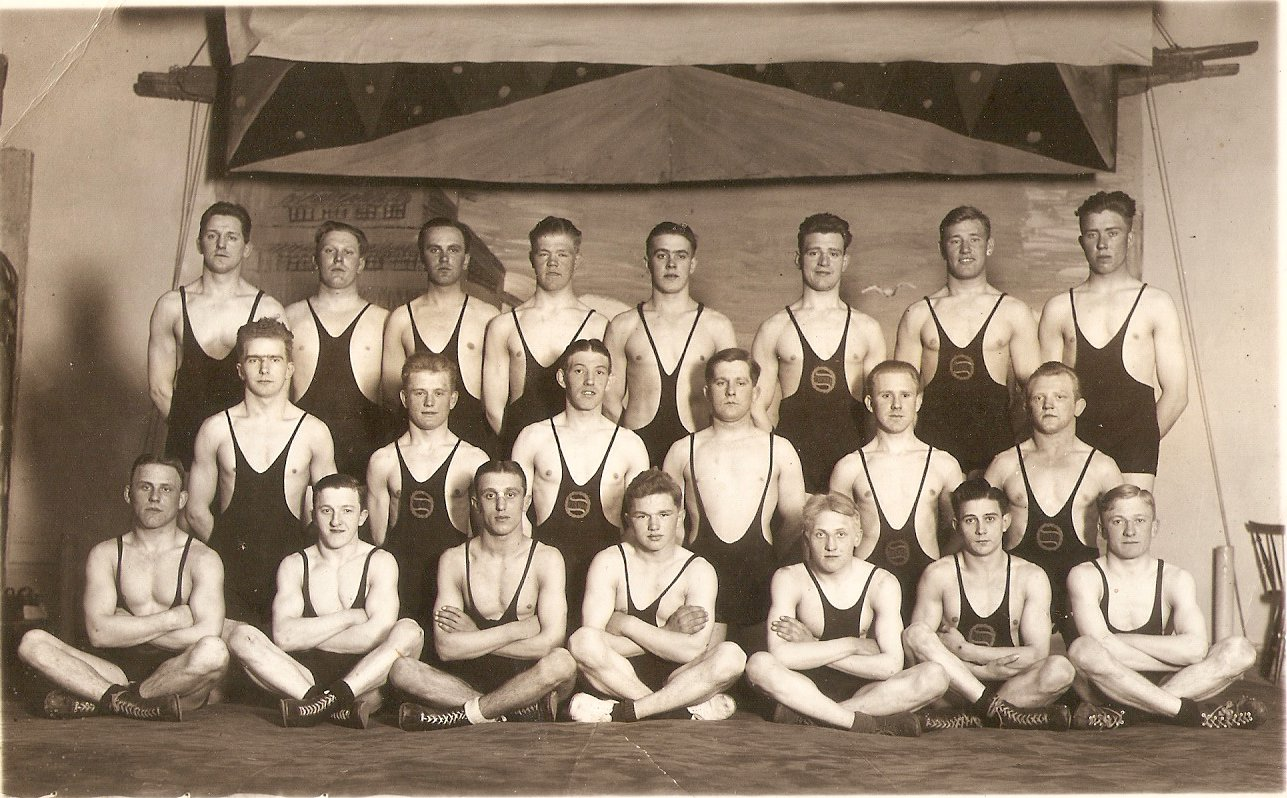
Kärnans lag någon gång på 1930-talet.